# Банк Мандірі
PT Bank Mandiri (Persero) Tbk або Bank Mandiri зі штаб-квартирою в Джакарті  — це найбільший банк Індонезії за активами, кредитами та депозитами.  Загальні активи станом на 2022 рік становили 1,992 трильйона рупій (близько 133 мільярдів доларів США). Станом на 2022 рік Bank Mandiri є найбільшим банком в Індонезії за загальними активами. 